# Urna funeraria zapoteca (Museo Británico)

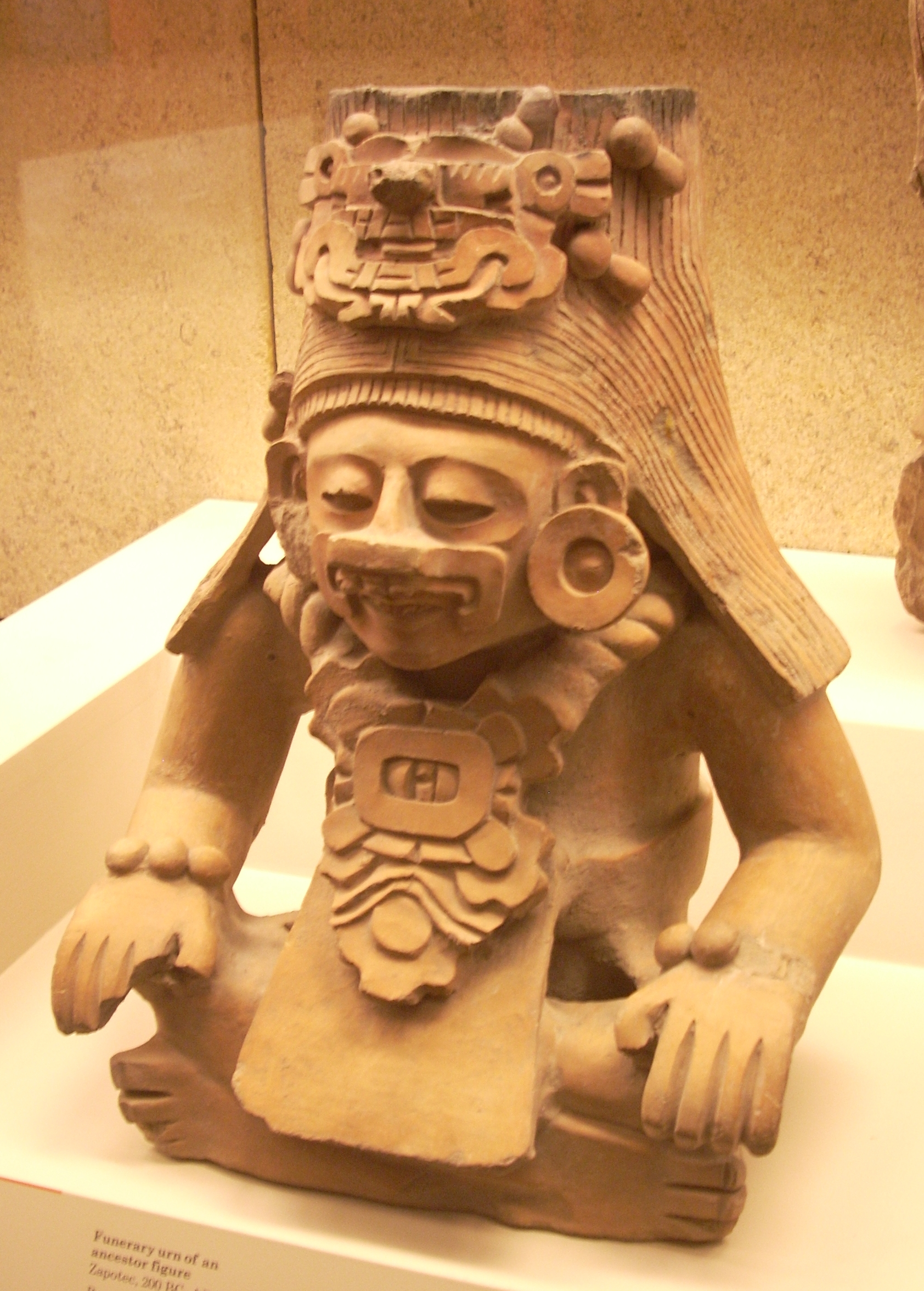
La urna funeraria de la cultura zapoteca en el Museo Británico.

La urna funeraria zapoteca del Museo Británico es una urna de cerámica elaborada entre los años 200 a. C..-800 d. C., durante el Período Preclásico mesoamericano, por la cultura zapoteca, civilización precolombina de Mesoamérica, que se asentó en los valles centrales y el istmo de Tehuantepec, México, desde 1500 a. C. hasta 1521 d. C., y que dio origen al actual estado de Oaxaca. Se conserva en el Museo Británico de Londres desde el año 1849, después de ser adquirida por el mismo.

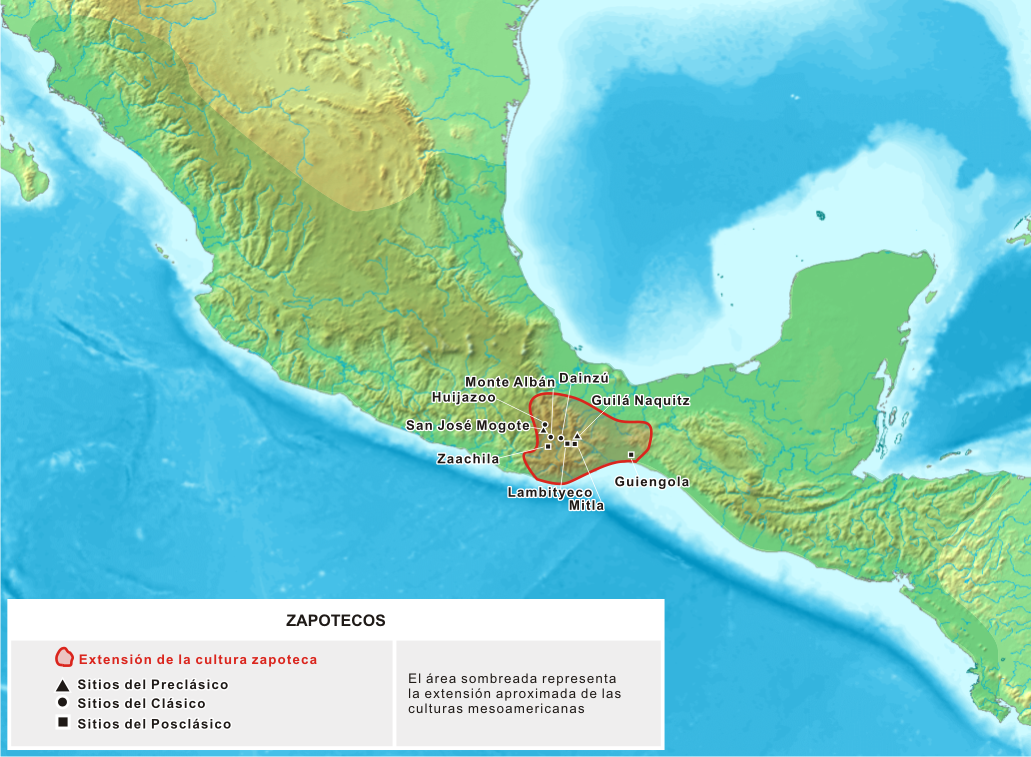
Mapa donde se detallan la zona de influencia de la cultura zapoteca en Mesoamérica.

La urna fue hallada en el yacimiento arqueológico del Monte Albán, situado a 10 km de la ciudad de Oaxaca de Juárez, capital del estado mexicano del mismo nombre, antigua ciudad zapoteca de Dani Baá. Se cree que tenía algún significado ritual y en el pecho de la figura ancestral se halla un glifo que refleja uno de los 260 días del calendario ritual zapoteca.

## Características
- Diseño: Urna funeraria ceremonial zapoteca.
- Material: cerámica
- Altura: 35 centímetros.
- Anchura: 27 centímetros.